# Padus nana
Padus nana là loài thực vật có hoa trong họ Hoa hồng. Loài này được (Du Roi) Borkh. mô tả khoa học đầu tiên năm 1798.